# Mesogammarus melitoides
Mesogammarus melitoides is een vlokreeftensoort uit de familie van de Mesogammaridae. De wetenschappelijke naam van de soort is voor het eerst geldig gepubliceerd in 1965 door Nina Liverjevna Tzvetkova.